# Centre de données socio-politiques
Le Centre de données socio-politiques de Sciences Po (CDSP) est une unité mixte de service (UMS 828) de la Fondation nationale des sciences politiques (FNSP) et du Centre national de la recherche scientifique (CNRS). Il a été créé en 2006 par le sociologue Alain Chenu. Il est dirigé par Emiliano Grossman, politiste, depuis janvier 2024.

## Histoire
Le développement de la science politique en France requiert une masse croissante de données liées au vote et à l'opinion publique. En 1980, un centre d'informatisation des données socio-politiques est créé à l'Institut d'études politiques de Grenoble par le CNRS. Il fait partie des principaux centres de ce type en Europe.
Le Centre de données socio-politiques est créé en 2006 à l'Institut d'études politiques de Paris. Il a vocation à prendre sa relève pour assurer la collection et la disponibilité aux chercheurs en science politique de données liées aux opinions et aux élections,. Créé dans le cadre du réseau Quételet, il se veut un portail d'accès aux données politiques pour les chercheurs. Il hérite des banques de données de l'Observatoire interrégional du politique, qui avait été créé au début des années 1980 à Sciences Po.

## Missions
Le CDSP archive et diffuse des données pour les sciences sociales (données socio-politiques principalement: données d'enquêtes et données électorales).
Il contribue à la réalisation de grands programmes internationaux d'enquêtes tels l'European Social Survey (ESS).
Il facilite l'accès à de grandes enquêtes internationales pour les chercheurs et le public non spécialiste.
Le CDSP héberge aussi l'Étude Longitudinale par Internet Pour les Sciences Sociales (ELIPSS), un panel longitudinal et représentatif de la population française auquel des questionnaires de recherche sont diffusés. Les données issues de ces questionnaires sont diffusés sur la plateforme data.sciencespo. 

## Direction
A partir de 2005, CDSP est d'abord dirigé par Alain Chenu, sociologue. En 2010, Laurent Lesnard, sociologue, lui succède. De 2017 à 2023, le CDSP est dirigé par Nicolas Sauger, politologue. Depuis 2024, Emiliano Grossman dirige le centre .